# Годзила × Конг: Ново царство
Годзила × Конг: Ново царство (енгл. Godzilla x Kong: The New Empire) амерички је научнофантастични филм о чудовиштима из 2024. године у режији Адама Вингарда. Сценарио потписују Тери Росио, Сајмон Барет и Џереми Слејтер из приче Росија, Вингарда и Барета, док су продуценти филма Томас Тал, Џон Џашни, Брајан Роџерс, Мери Перент, Алекс Гарсија и Ерик Маклеод. Филмску музику су компоновали Џанки Екс Ел и Антонио Ди Јорио.
Наставак је филма Годзила против Конга из 2021. и представља пети филм у Универзуму чудовишта. Филм је такође 38. филм у франшизи Годзила, 13. филм у франшизи Кинг Конг и пети Годзила филм који је у потпуности продуцирао холивудски студио. У филму, Конг сусреће више својих врста у шупљој Земљи и мора да се уједини са Годзилом да спречи њиховог тиранског вођу и моћног титана да уништи површину. Глумачку екипу чине Ребека Хол, Брајан Тајри Хенри, Ден Стивенс, Кајли Хотл, Алекс Фернс и Фала Чен. Светски дистрибутер филма је Warner Bros., а у Јапану Toho.
Филм је премијерно приказан 25. марта 2024. у Холивуду, док је у америчким биоскопима објављен четири дана касније. Наишао је на помешане реакције критичара.

## Радња
Епохални нови филм продубиће историју титана, њихово порекло и тајне Острвa лобања! Епска битка се наставља! Филмски Универзум чудовишта студија Legendary доноси експлозивни окршај између Годзиле и Конга у потпуно новој авантури која ставља моћног Конга и страшног Годзилу у борбу против колосалне претње скривене унутар света, изазивајући њихово властито постојање. Годзила против Конга: Ново царство дубље истражује историју ових титана и њиховог порекла, као и тајне Острва лобања и даље, откривајући митолошку битку која је помогла обликовати ова изванредна бића и заувек их повезала са човечанством.

## Улоге
| Глумац             | Улога        |
| ------------------ | ------------ |
| Ребека Хол         | Ајлин Ендруз |
| Брајан Тајри Хенри | Берни Хајс   |
| Ден Стивенс        | Трапер       |
| Кајли Хотл         | Џиа          |
| Алекс Фернс        | Микаел       |
| Фала Чен           | Ајви         |